# Хумайд IV ібн Рашид ан-Нуаймі
Шейх Хумайд бін Рашид ан-Нуаймі (араб. حميد بن راشد النعيمي ; нар. 1931) — емір Аджману, член Верховної Ради ОАЕ. Він 10-й володар Аджмана.

## Раннє життя та родина
Початкову освіту він отримав у Дубаї у 40-х — 50-х роках. Вищу освіту здобув в Каїрі. У грудні 1971 року Аджман приєднався до Об'єднаних Арабських Еміратів і Хумайд став активно займатися політикою. Він виконував обов'язки заступника еміра. 6 вересня 1981 року Хумейд бен Рашид змінив свого покійного батька шейха Рашида III ібн Хумейда.

### Особисте життя
У нього 6 дітей:
- Шейх Аммар ібн Хумейд ан-Нуаймі, кронпринц і президент виконавчої ради.
- Шейх Ахмед ібн Хумейд ан-Нуаймі, голова економічного департаменту.
- Шейх Абдулазіз ібн Хумейд ан-Нуаймі, голова департаменту культури та інформації.
- Шейх Рашид ібн Хумейд ан-Нуаймі, голова муніципального управління та планування міста Аджман, президент футбольного клубу Аджман, керівник R Holding. [Архівовано 20 жовтня 2018 у Wayback Machine.], власник міського університетського коледжу Аджмана
- Шейха Айша бінт Хумейд ан-Нуаймі
- Шейха Фатіма бінт Хумейд ан-Нуаймі